# Паредес, Хуан Карлос
Хуа́н Ка́рлос Паре́дес Реа́ско (исп. Juan Carlos Paredes Reasco; род. 8 июля 1987 года, Эсмеральдас, провинция Эсмеральдас, Эквадор) — эквадорский футболист, защитник клуба «Чакаритас». Выступал за сборную Эквадора.

## Клубная карьера
Паредес родился 8 июля 1987 года в городе Эсмеральдас. Воспитанник футбольной школы клуба «Депортиво Куэнка».
Во взрослом футболе дебютировал в 2006 году выступлениями за клуб «Барселона» (Гуаякиль), в котором провел один сезон, приняв участие лишь в 5 матчах чемпионата. В течение 2007—2008 годов играл за клуб второго дивизиона «Рокафуэрте», в котором достаточно много для защитника забивал, имея среднюю результативность на уровне 0,38 гола за игру. В течение 2009—2010 годов защищал цвета команды клуба «Депортиво Куэнка».
В 2010 году заключил контракт с клубом «Депортиво Кито», в составе которого провел следующие три года своей карьеры. Играя в составе «Депортиво Кито», также выходил на поле в основном составе команды.
В состав клуба «Барселона» (Гуаякиль) вернулся в 2013 году. 6 июня 2014 года, было подтверждено, что Паредес начнёт новый сезон за английский клуб «Уотфорд».

## Международная карьера
В 2010 году дебютировал в официальных матчах в составе национальной сборной Эквадора. За главную команды страны провел 38 матчей.
10 сентября 2010 года в товарищеском матче против сборной Мексики Паредес дебютировал за сборную Эквадора.